# Родореда, Мерсе
Мерсе Родореда и Гурги (10 октября 1908 — 13 апреля 1983) — каталонская писательница послевоенного периода.
Её роман «Площадь Диамант» (La plaça del Diamant, 1962) переведён на многие языки. Много писала о гражданской войне в Испании.

## Биография
Мерсе Родореда родилась десятого октября 1908 года в Барселоне. Она была единственным ребёнком в семье и рано вышла замуж за брата своей матери, когда ей было двадцать лет. Он был старше её на семнадцать лет. Через год у них родился сын.
Супружеская и материнская жизнь направляла её на писание. В то же время, в Испании начинается вторая республика и в её обстановке свободы писательница становится отважной и решительной. В 1933 году она издала свой первый роман на собственные деньги. Она также работала в разных журналах и за следующие несколько лет публикует ещё три романа и несколько сказок.
В 1936 году, когда у неё уже была много связей с каталонскими публицистами и важными людьми, началась гражданская война. 1937 год был ключевым годом для писательницы: она получила премию «Крешельс» за роман «Алома» но также развелась с мужем. В следующем году, перед концом войны, она уехала во Францию в ссылку. Её сын отстал в Барселоне у её матери, потому что они думали, что она вернулась бы вскоре. Но после Перпиньяна и Тулузы, она поехала в замок Roissy-en-Brie на востоке Парижа. Там остановились некоторые каталонские беженцы, и писательница начала любовные отношения с каталонским писателем Армандом Обиолсом. Но была проблема. Он был женат на сестре другого писателя и его шурин и его тёща остановились в самом замке и они были против этой любви.
Ситуация стала хуже. Беженцы в замке должны были опять переехать из-за начала второй мировой войны. Несколько из них уехали в Америку, но пара влюблённых поехала в Лимож, где он был арестован. Следовательно, они ещё два года не могли жить вместе. В конце концов, они жили вместе в Бордо и снова в Париже, но ей было трудно. Она должна была работать портнихой и не могла писать до 1947 года, когда начала сотрудничество с журналом Ревиста де Каталуньа. До 1953 года она только писала короткие сказки из-за плохого здоровья и паралича правой руки. Но она улучшалась и переехала с Армандом в Женеву, потому что там он начал работать переводчиком в ЮНЕСКО.
По словам писательницы, Женева была скучным городом, и там она нашла время и мир чтобы писать. Она написала эссе, романы и книгу сказок, с которой она поиграла приз Виктор Катала в 1956 году. В это же время она тоже пишет свой самый известный роман, «Площадь Диамант», который не выиграет приз Сант Жорди в 1960 году. Но один член жюри заметил роман и рекомендовал его издателю, который публиковал его в 1962 году. В последующие годы она написала и издала другие романы: «Улица камелиях», «Сад около моря», и т. д. Её книги постепенно продавались переводились на иностранные языки. С одной стороны в шестидесятых годах она получала большое удовольствие от успехов в карьере, но с другой стороны в личной жизни у неё были грустные новости: в 1966 году умерла её мать и через три года её первый муж. Из-за его наследства, они с сыном спорились. После смерти Арманда, в 1971 году, она чувствовала себя одной в ссылке, и чувство удалённости ещё усилилось, потому что она обнаружила, что у Арманда была любовница с 1958 года. Её одиночество в Женеве и встреча с друзьями времен войны были причинами возвращении писательницы в Каталонию в 1972 году.
В течение шести лет она жила в Романье де ла Селве у подруги, где писательница закончила «Сломанное зеркало». Но писательница привыкла вести одинокий образ жизни и поэтому в деревне она построила свой дом, куда и переехала. Из Романье де ла Селва, где она жила до самой смерти, она наблюдала, как несколько её книг стали фильмами и ТВ передачами.
В 1983 году, она умерла в больнице Жироны от рака печени. Когда она узнала о раке, она больше не боролась за жизнь. В последние дни жизни она примирилась со своей семьёй, потому что её издатель оповестил их.

## Главные произведения
- Aloma (1938) «Алома»
- Vint-i-dos contes (1958)
- La plaça del Diamant (1962) «Площадь Диамант»
- El carrer de les Camèlies (1966) «Улица Камелий»
- Jardí vora el mar (1967)
- Mirall trencat (1974) «Разбитое зеркало»
- Semblava de seda i altres contes (1978)
- Quanta, quanta guerra… (1980) «Сколько войны»
- La mort i la primavera, «Смерть и весна», неокончен, вышел посмертно